# Wifly

Wifly是由安源資訊公司建置，於台北市大部份區域及連鎖餐廳提供的付費式無線網路服務。其服務是採用802.11系列標準之無線區域網路（Wireless Local Area Network / Wireless LAN; WLAN）。目前總共在台北市佈建4000顆AP（無線接取器），人口覆蓋率達90％，區域覆蓋率也有48％。Wifly服務已於2018年3月31日終止服務。

## 佈建範圍

### 第一階段
在捷運站內，共有數百顆AP。

### 第二階段
建置涵蓋範圍包括全台北市四十二條主要幹道，從民權東西路以南、環河南北路以東、和平西路及羅斯福路以北、基隆路以西的住商區域，重點商圈包括：西門町商圈、忠孝信義商圈及敦南商圈等精華地區，以及臺北市政府週邊、台北市各捷運站週邊、全台灣134家星巴克、IS COFFEE等，一共建置了2,000多個AP。

### 第三階段
新增臺北市9大市立醫院院區、53個台北市立圖書館分館、12個台北市行政區大樓…等地，以及臺北市內超過六百家的7-Eleven（周邊100公尺內），已在全市共計佈建超過4千顆AP。

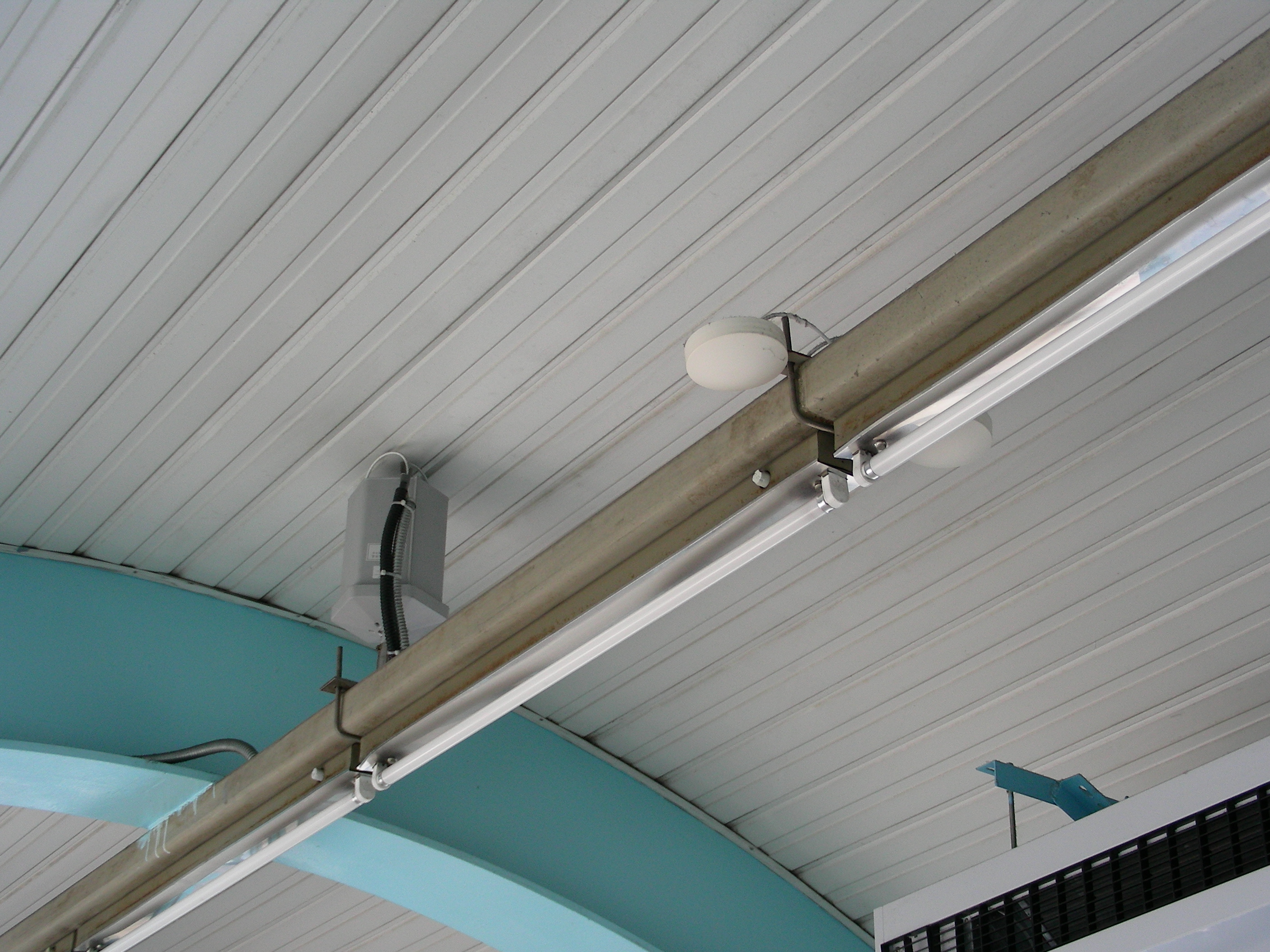
捷運站內的Wifly AP
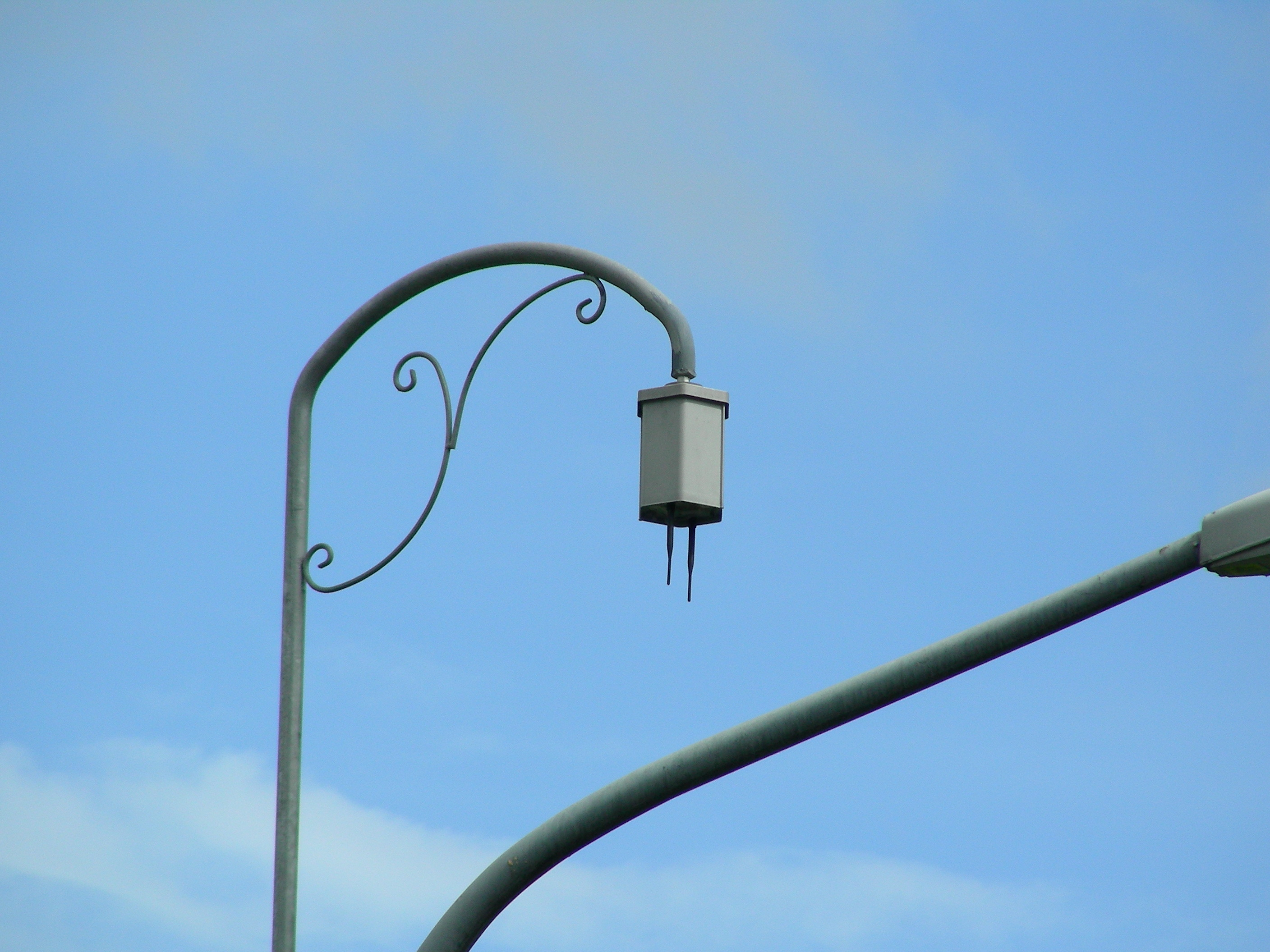
敦化南路路燈上架設的Wifly AP
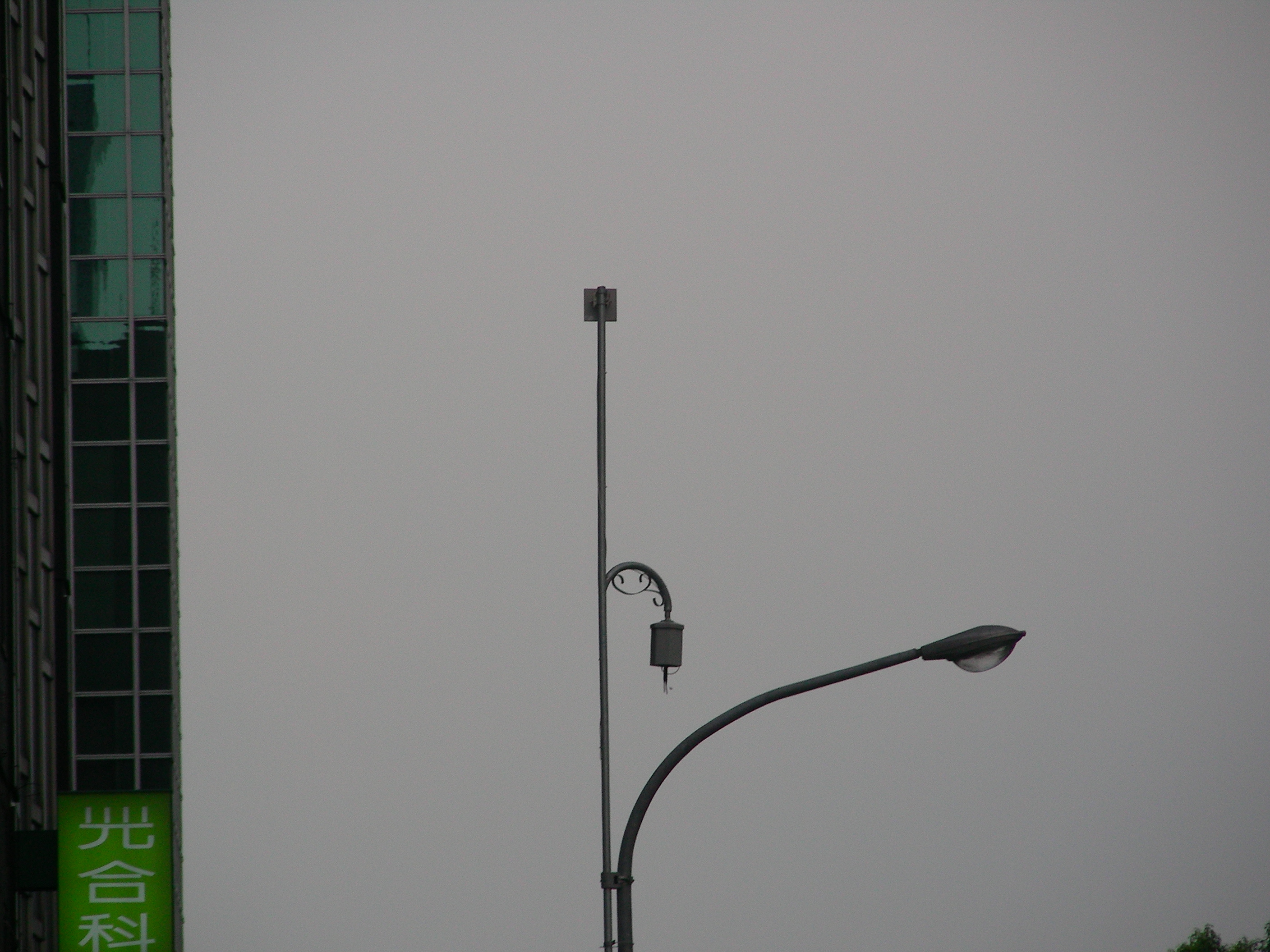
加掛無線發射器的Wifly AP
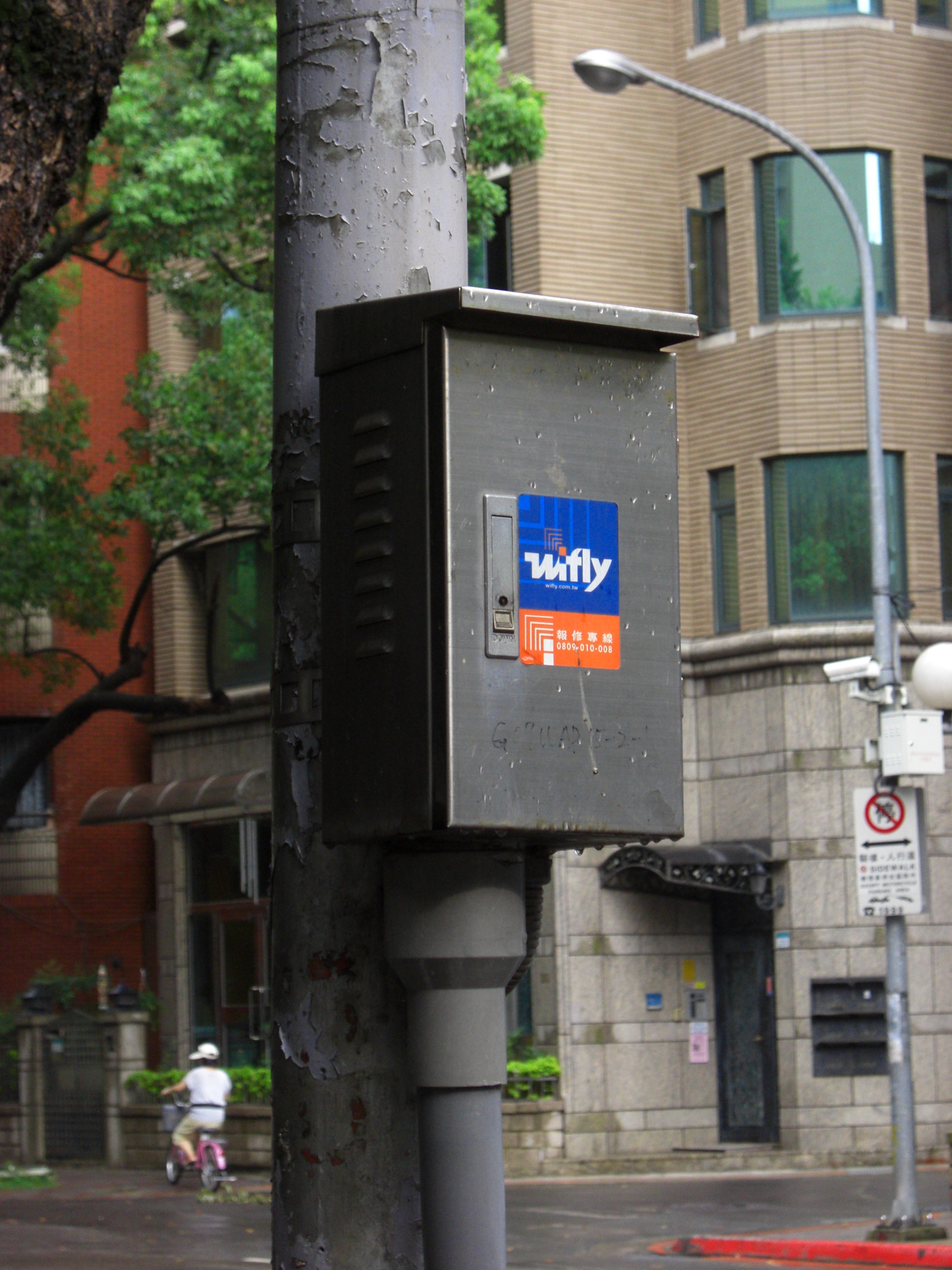
在電線桿上的Wifly

### 第四階段
逐步將室內AP置換為WIFLY-Indoor，但許多用戶抱怨無法連上WiFly無線網路，卻持續扣除使用時數，遭致部分用戶抱怨。

## 使用設備
WIFLY 無線網路設備主要為Nortel Wireless Mesh Network。以Wireless Gateway 7250為主要路由收容設備並且搭配Wireless Access Point 7220。該設備被稱之為Mesh主要原因為各Access Point中間溝通使用 802.11a並且將802.11b/g留給用戶端使用。此設計可節省Access Point連接至Gateway的實體線路佈線成本。

## 費率

### 免費使用
點擊提供的廣告後可以免費使用30分鐘，每日可無限次使用。

### 計時制
大約在每分鐘0.8元∼0.9元之間，計時制共有360分鐘300元與110分鐘99元兩種。

### 定時制
有二種：24小時100元與31天500元。

### 固定會員
月付399元與年繳4200元。學生方案月付299元或年繳3000元。

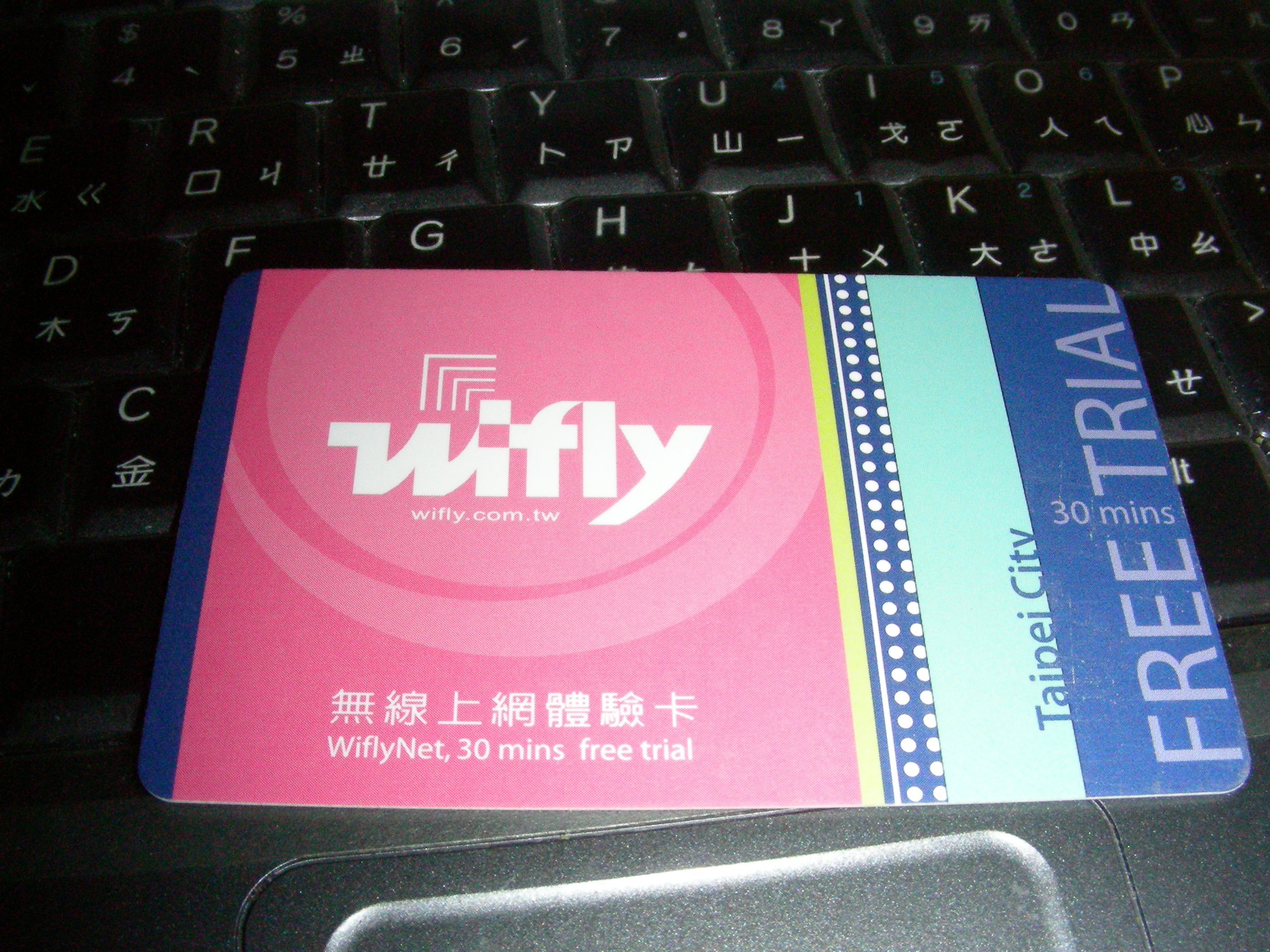
慶祝建置完成，免費贈送的30分鐘試用卡
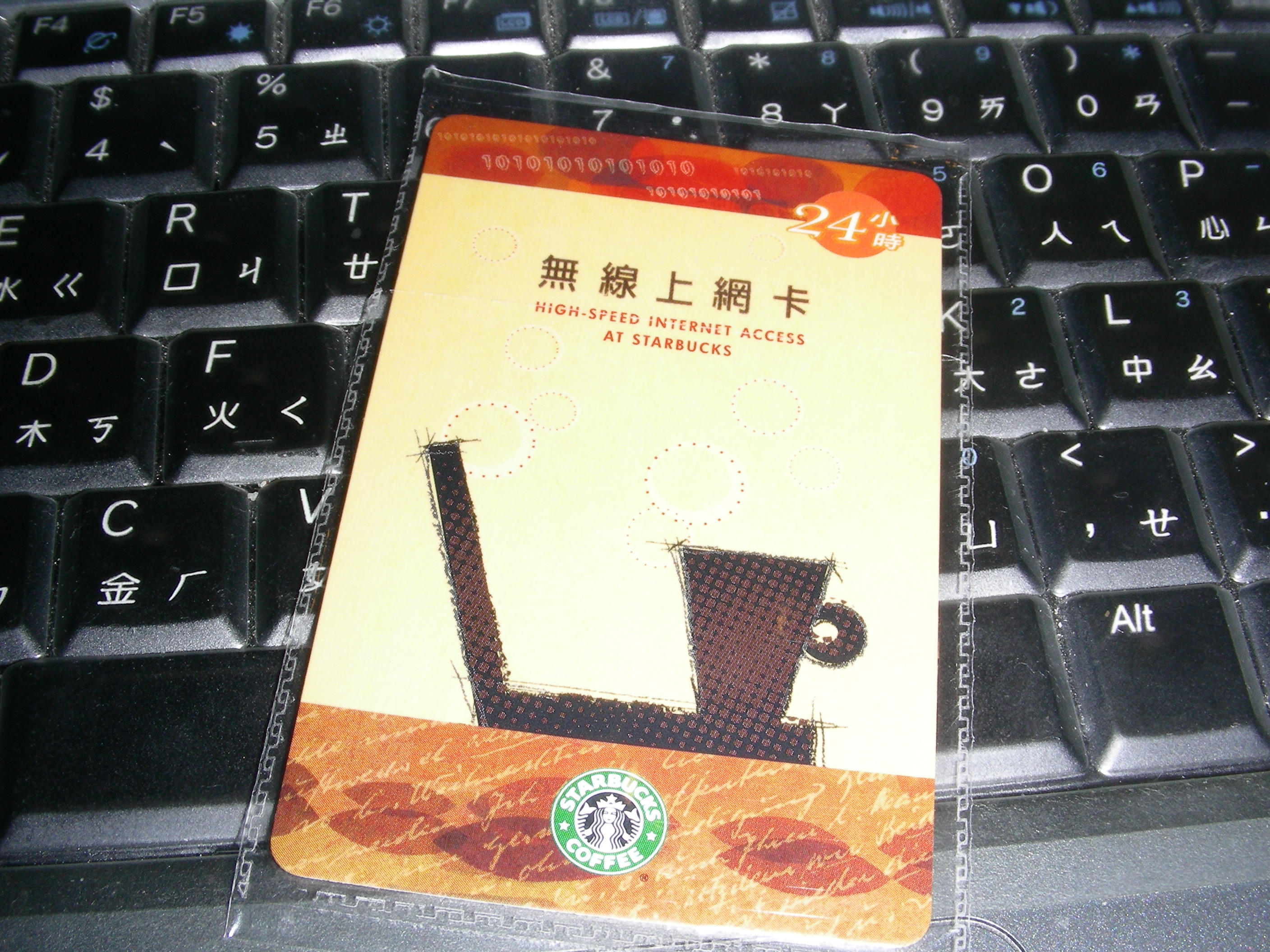
24小時預付卡
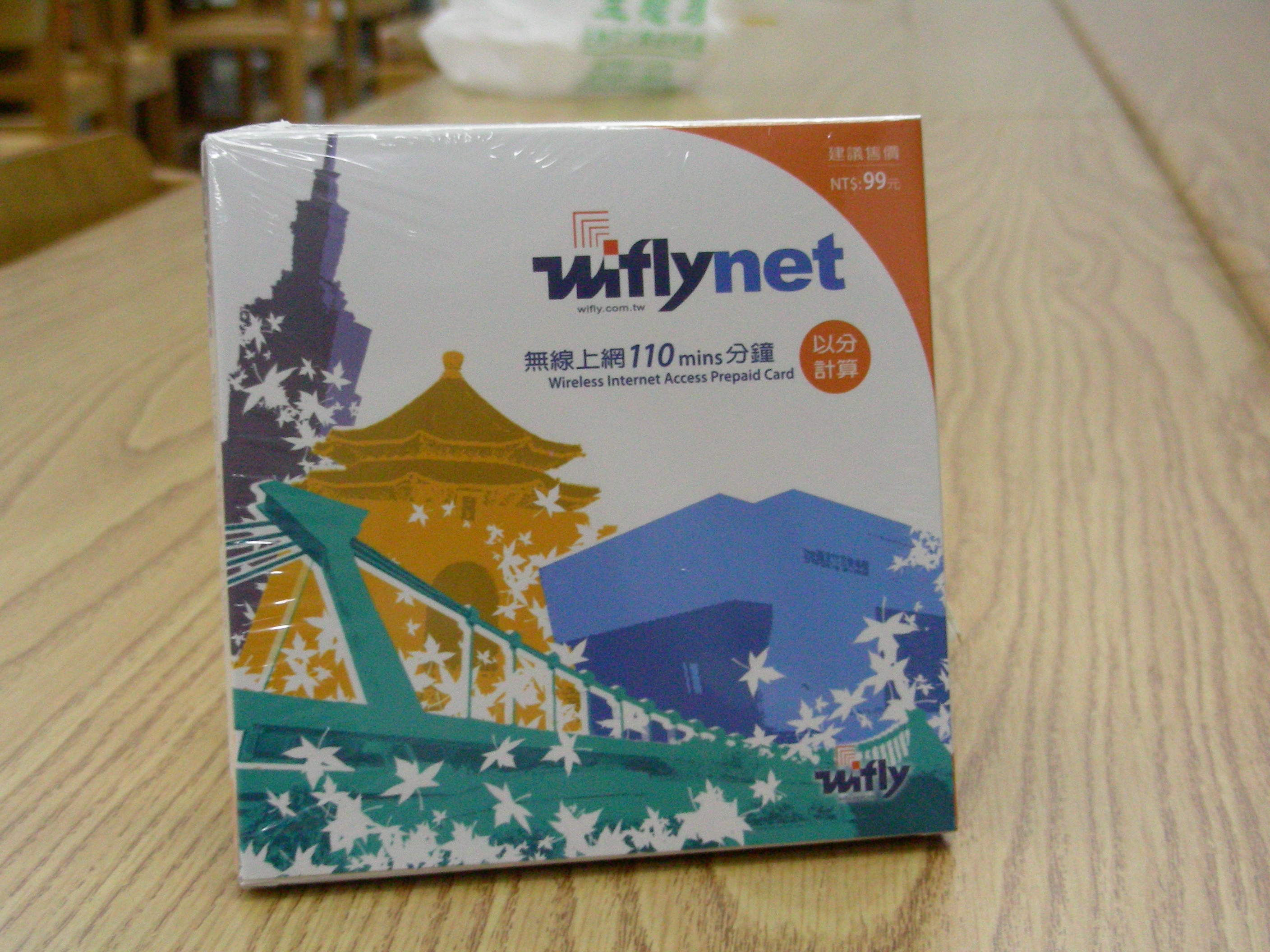
110分鐘計時制預付卡
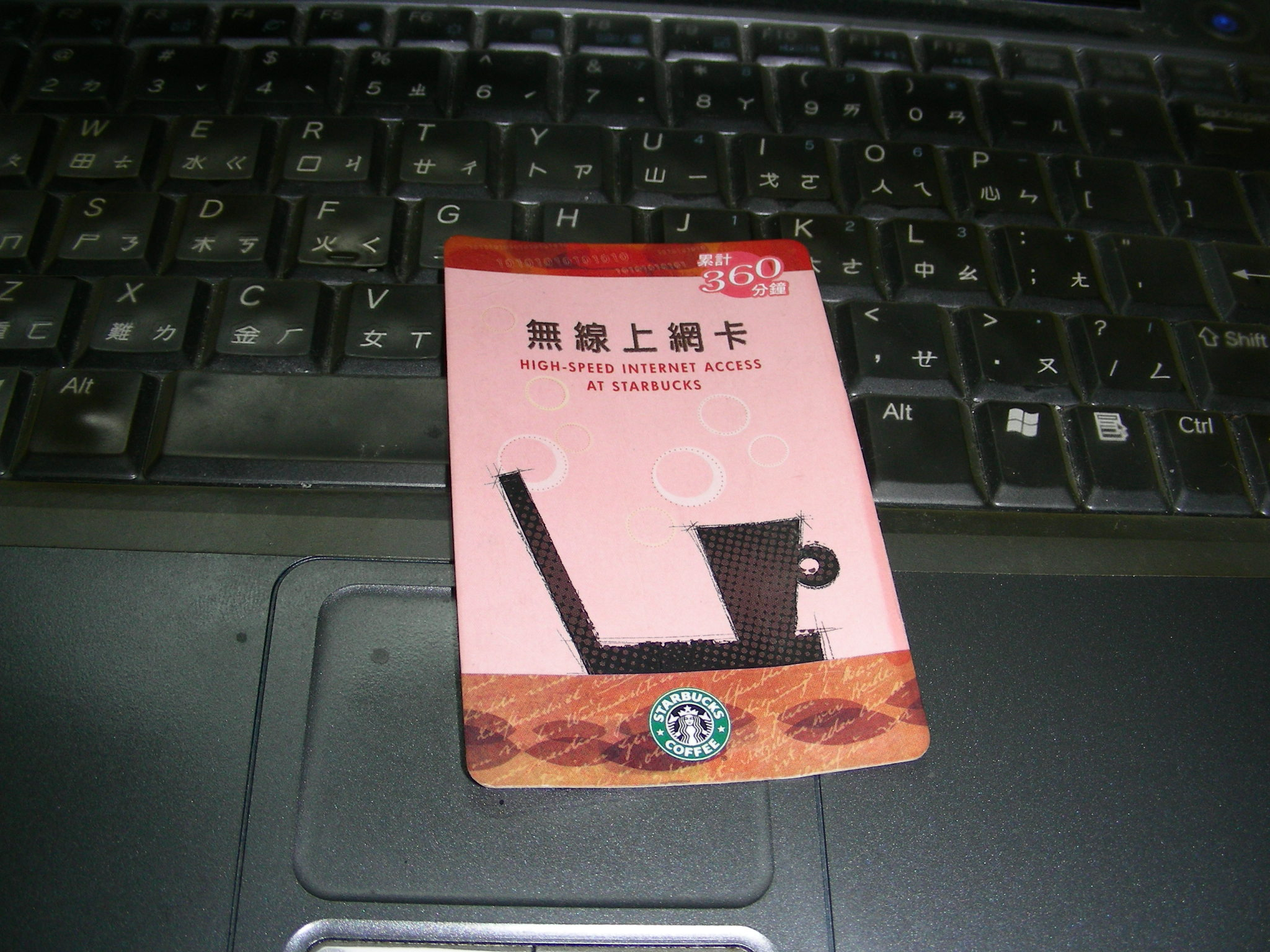
300分鐘計時制預付卡

## 服務終止
因業務調整，安源通訊自民國107年（2018年）3月31日起停止「Wifly無線上網」服務。

## 參閱
- Wifi
- FON

## 外部連結
- WIFLY